# Kastanjevingad timalia
Kastanjevingad timalia (Cyanoderma erythropterum) är en fågel i familjen timalior inom ordningen tättingar.

## Utseende
Kastanjevingad timalia är en relativt liten (12,5–13,5 cm) timalia. Den är kastanjebrun på hjässa, ovansida, vingar och stjärt. På ansiktet, strupen, bröstet och flankerna är den smutsgrå, ljusare på bröst och flanker. Näbben är mörk och tunn, runt ögat syns en blåaktig ögonring och benen är grå till grågröna.
Tvåfärgad timalia, fram tills nyligen behandlad som underart, är mörkare grå och huvudet är helgrått. Ytligt lika vitbröstad timalia har vitt på strupe och bröst.

## Utbredning och systematik
Kastanjevingad timalia delas numera vanligen in i tre underarter med följande utbredning:
- Cyanoderma erythropterum erythropterum – Malackahalvön (Kranäset till Singapore) och norra Natunaöarna
- Cyanoderma erythropterum pyrrhophaeum  – Sumatra, Bangka, Belitung och Batuöarna
- Cyanoderma erythropterum fulviventris – Banyak Islands (utanför Sumatra)

Tidigare behandlades tvåfärgad timalia (Cyanoderma bicolor) som en del av kastanjevingad timalia. Denna urskiljs dock allt oftare som egen art.

### Släktestillhörighet
Tidigare placerades kastanjevingad timalia i Stachyris, men genetiska studier visar att arterna i släktet inte står varandra närmast.

## Levnadssätt
Kastanjevingad timalia hittas i städsegrön skog, i både ursprunglig och äldre ungskog, upp till 800 meters höjd i Thailand. Den ses även i sparsamt avverkad skog, bambustånd, höglänta hedar, plantage och torvskogar. Fågeln uppträder i smågrupper som metodiskt letar i lövverket efter insekter eller små frukter. 

### Häckning
Arten häckar från december till september, möjligen med flera kullar och delvis kolonihäckande. I det kupolformade boet med sidoingång av död bambu, andra löv och torrt gräs lägger den två till tre ägg. Boparasitism av tvärstjärtad drongogök har rapporterats.

## Status och hot
Arten har ett stort utbredningsområde, men tros minska i antal, dock inte tillräckligt kraftigt för att den ska betraktas som hotad. Internationella naturvårdsunionen IUCN listar därför arten som livskraftig (LC).